# Echo (Guatemala)
Echo, son 2 edificios residenciales de gran altura de apartamentos de lujo de 96 y 89 metros de altura ubicados en la Zona 14 de la Ciudad de Guatemala. Tienen 23 pisos de altura en total, cuentan con 5 niveles de parqueos subterráneos, 1 Lobby de doble altura, 2 niveles de amenidades, en la planta 19 cuenta con área social con piscina y rooftop bar y 19 niveles habitables. Ambas torres fueron construidas en 2021, son de uso residencial y se ubican en la 18 Calle 2-22, Zona 14 de la Ciudad de Guatemala.

## Construcción
El proyecto habitacional fue diseñado por Doble Altura - Siekkavizza Arquitectos, desarrollado por Europlaza Group y el diseño de interiores fue realizado por Velso Studio. El proyecto fue lanzado al público en enero de 2018 y los trabajos de excavación iniciaron en junio de ese mismo año. En diciembre de 2020 se anunció la altura final de 96 y 89 metros de altura. El proyecto fue entregado en el 2021.

## Datos
Ubicadas en la zona 14, con 23 y 21 pisos y 96 metros de altura en total, Echo es un complejo residencial de lujo desarrollado por Europlaza Group, situado entre las principales calles y avenidas de la exclusiva Zona 14 de la Ciudad de Guatemala. El complejo cuenta con seis diferentes tipos de distribuciones de apartamentos de hasta 420 m² y penthouses de lujo.
- Altura máxima: 96 m
- Número de plantas: 23
- Uso: Residencial
- Año de construcción: 2021

La Ciudad de Guatemala es la ciudad con más edificios en el país, pues existen más de 1000 edificios dentro de su jurisdicción, no obstante debido a las regulaciones dispuestas por la Dirección General de Aeronáutica Civil de Guatemala no estaban permitidas las construcciones de más de 90 metros de altura esto debido al tráfico aéreo y la ubicación del Aeropuerto Internacional La Aurora dentro de la ciudad, sin embargo después de la aprobación de las nuevas alturas permitidas y aprobadas en 2017 el complejo residencial Echo es uno de los primeros en superar los 90 metros de altura en la zona 14 de la ciudad, sentando así las bases para nuevas construcciones de edificios residenciales dentro del cono de aproximación del Aeropuerto Internacional La Aurora.

### Amenidades

#### Primer nivel
- Lobby de doble altura
- Business Center
- Coffe Shop
- Salón social

#### Segundo nivel
- Cava
- Cigar Room
- Póker Room
- Billar Room

#### Tercer nivel
- Chef´s Kitchen
- Kid´s Playroom
- Zen Garden

#### Nivel 19
- Luxury Spa & Sauna seco
- Sala de masajes y jacuzzi
- Gimnasio
- Salón de yoga
- Piscina
- Rooftop Bar[10]

## Galería

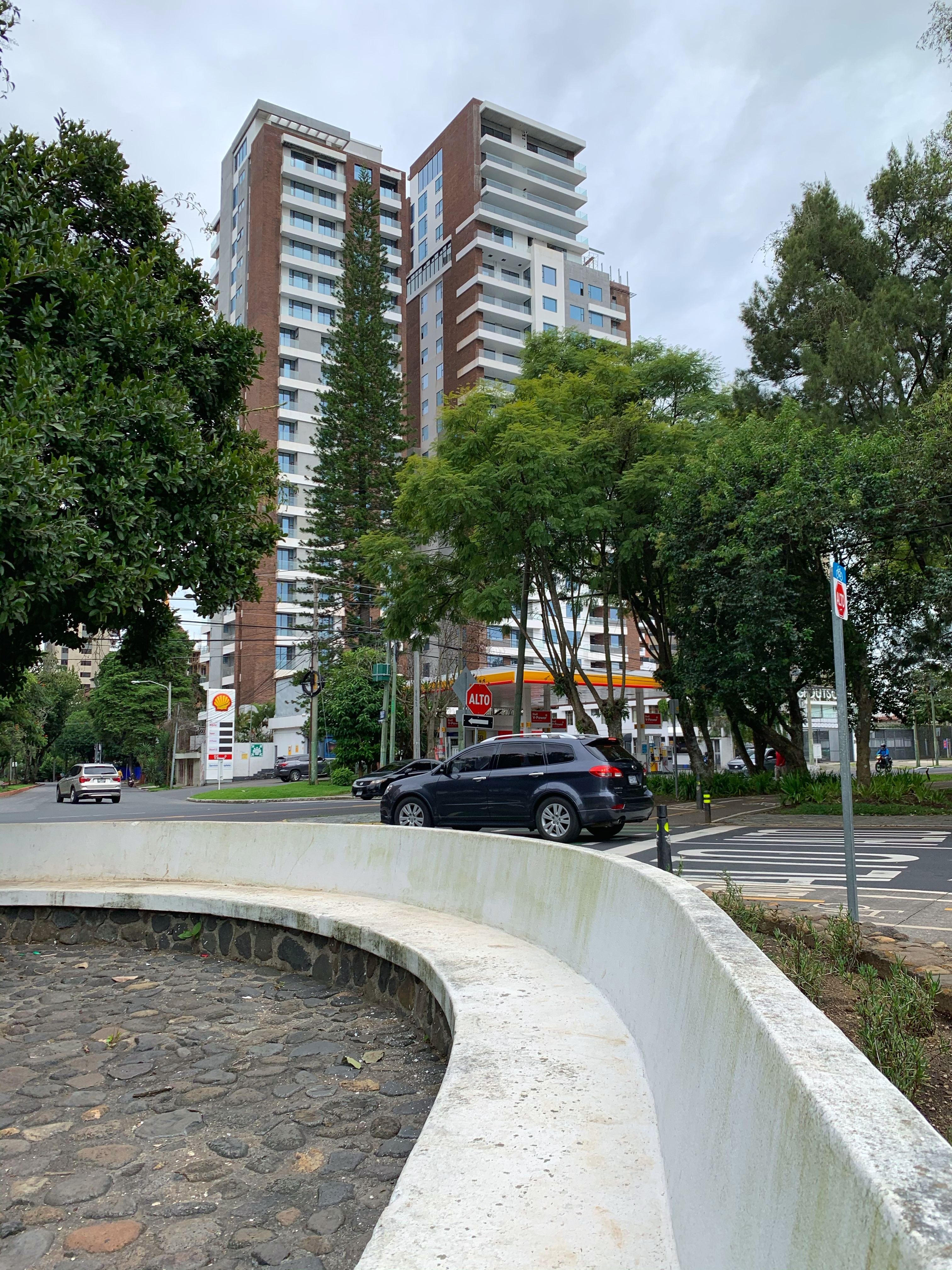
Torres Echo, vista desde la Avenida Las Américas

## Anexos
- Anexo: Edificios más altos de Guatemala
- Anexo:Edificios más altos de Centroamérica
- Anexo:Países por altura máxima de rascacielos

- Datos: Q104519240
- Multimedia: Echo Towers / Q104519240